# Priscula annulipes
Priscula annulipes är en spindelart som först beskrevs av Eugen von Keyserling 1877.  Priscula annulipes ingår i släktet Priscula och familjen dallerspindlar.
Artens utbredningsområde är Colombia. Inga underarter finns listade i Catalogue of Life.